# Иван Нейков
Иван Нейков Нейков е български юрист и политик.

## Биография
Иван Нейков е роден на 17 април 1955 г. в град Хасково, България. Завършва право в Софийския университет и до 1990 г. е инспектор-юрист в Главната инспекция по труда.
Между 1990 и 1997 г. е последователно завеждащ правен отдел в КНСБ и в същото време заместник-председател на синдиката. През 1997 г. е назначен за министър на труда и социалните грижи в служебния кабинет на Стефан Софиянски. Остава начело на министерството, вече преименувано на Министерство на труда и социалната политика, и в последвалото правителство на Иван Костов.
Умира на 31 юли 2023 г.